# Arthroleptides dutoiti
Arthroleptides dutoiti es una especie de anfibio anuro de la familia Petropedetidae. Se encuentra en Kenia y, posiblemente en Uganda. Vive en los ríos y las  montañas húmedas de clima tropical o subtropical. Se encuentra amenazada de extinción por la pérdida de su hábitat natural.